# Grammy Latino de 2023
A 24.ª entrega anual do Grammy Latino foi realizada em 16 de novembro de 2023 no Centro de Conferências e Exposições (FIBES), em Sevilha, Andaluzia, na Espanha, marcando a primeira vez que a premiação foi realizada fora dos Estados Unidos. Homenageou os melhores trabalhos da música latina lançados de 1 de junho de 2022 a 31 de maio de 2023. A cerimônia foi apresentada pelo cantor colombiano Sebastián Yatra, pela cantora mexicana Danna Paola, pela atriz porto-riquenha Roselyn Sánchez e pela atriz espanhola Paz Vega. 
A cantora Laura Pausini foi homenageada como a Personalidade do Ano da Academia Latina da Gravação antes da cerimônia, tornando-se a primeira artista de herança não ibérica/ibero-americana a receber essa honra. Os músicos e cantores Carmen Linares, Manuel Mijares, Arturo Sandoval, Simone, Soda Stereo e Ana Torroja foram homenageados com o Prêmio à Excelência Musical, enquanto o baterista peruano Alex Acuña, o compositor argentino Gustavo Santaolalla e o diretor musical porto-riquenho Wisón Torres são os destinatários do Prêmio da Junta Diretiva deste ano.
As indicações foram anunciadas através de uma transmissão ao vivo em 19 de setembro de 2023. O produtor e compositor mexicano Edgar Barrera liderou as indicações com treze. Shakira se tornou a primeira artista a receber três indicações para Canção do Ano no mesmo ano.

## Antecedentes

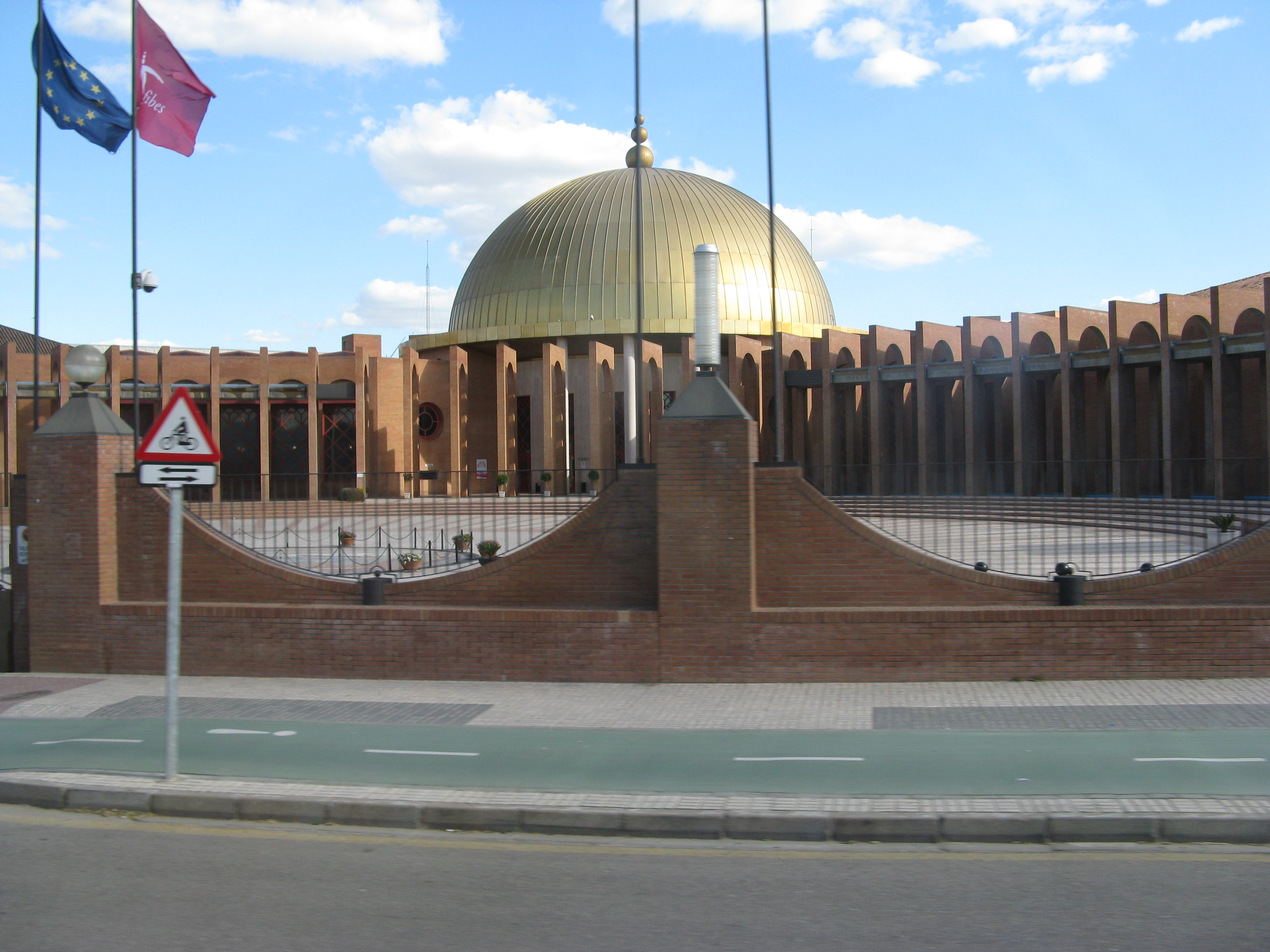
Centro de Conferências e Exposições (FIBES), local onde a cerimônia foi realizada

Em fevereiro de 2023, foi noticiado que a Academia Latina da Gravação provavelmente planejava mudar a sede do Grammy Latino de 2023 dos Estados Unidos para a Espanha. Em 4 de maio de 2023, a Academia confirmou oficialmente que a 24.ª entrega anual do Grammy Latino seria realizada em 16 de novembro de 2023 no Centro de Conferências e Exposições (FIBES), em Sevilha, na Espanha. Está foi a primeira vez que a cerimônia foi realizada fora dos Estados Unidos desde que foi realizada pela primeira vez em Los Angeles, em 2000. A Academia também anunciou uma parceria de três anos com a Junta da Andaluzia, que patrocinou a cerimônia de premiação de 2023, a Semana do Grammy Latino e outros eventos promovidos pela Academia na região. Segundo o Presidente do Governo Regional da Andaluzia, Juan Manuel Moreno, sediar o Grammy Latino em Sevilha poderia atrair "um adicional de 12.000 pessoas" ao turismo local, além de proporcionar "exposição na mídia" à cidade, impulsionando a atividade econômica da região em até US$ 3,2 bilhões.
Desde o final da década de 2010, a inclusão de artistas da Espanha nos prêmios gerou controvérsia nas redes sociais devido à história da colonização espanhola da América. A Academia também foi acusada de branqueamento, pois parecia favorecer espanhóis e latino-americanos brancos em relação aos afro-latino-americanos. Além disso, o reggaeton já foi estigmatizado na Espanha como a "música dos imigrantes". Após o anúncio da nova cidade-sede, surgiram críticas e debates em relação à escolha, com pessoas argumentando que "o país europeu [Espanha] não faz parte da América Latina". Em resposta às críticas sobre a inclusão da Espanha, Manuel Abud, CEO da Academia Latina da Gravação, destacou que "a música latina é definida pelas línguas espanhola e portuguesa", e que a decisão de realizar a cerimônia no exterior "abre portas para que os artistas levem sua música para a Espanha e para a Europa". Em 19 de outubro de 2023, o cantor colombiano Sebastián Yatra, a cantora mexicana Danna Paola, a atriz porto-riquenha Roselyn Sánchez e a atriz espanhola Paz Vega foram anunciados como apresentadores da cerimônia.

### Mudanças nas categorias
Em março de 2023, a Academia Latina da Gravação anunciou várias mudanças para diferentes categorias:
- Três novas categorias foram adicionadas: Compositor do Ano, Melhor Canção de Cantor Compositor e Melhor Interpretação Urbana em Língua Portuguesa.

- Para se qualificar como indicado em um projeto indicado para Álbum do Ano, os artistas creditados, produtores, engenheiros, mixadores, engenheiros de masterização e compositores devem tocar em um total de 33% de tempo de reprodução do álbum.

- Em todas as categorias de canções, agora é necessário incluir a data de composição ao enviar um produto para essas categorias.

- Para se qualificar como indicado em um projeto indicado para Melhor Álbum de Engenharia de Produção, o(s) engenheiro(s) de gravação creditado(s) e o engenheiro de mixagem devem participar em um total de 33% do tempo de reprodução do álbum, enquanto o(s) engenheiro(s) de masterização creditado(s) deve(m) estar envolvido(s) em pelo menos 51% do álbum.

## Vencedores e indicados
As indicações foram anunciadas em 19 de setembro de 2023. O produtor e compositor mexicano Edgar Barrera liderou as indicações com treze, seguido por Camilo, Karol G, Shakira e Kevyn Mauricio Cruz, todos com sete indicações. Shakira se tornou a primeira artista a receber três indicações para Canção do Ano no mesmo ano com "Shakira: Bzrp Music Sessions, Vol. 53", "TQG" e "Acróstico". Os vencedores estão listados em primeiro e destacados em negrito.

### Geral
| Gravação do Ano | Álbum do Ano |
| --- | --- |
| - "De Todas las Flores" – Natalia Lafourcade - "No Es Que Te Extrañe" – Christina Aguilera - "Carretera y Manta" – Pablo Alborán - "Déjame Llorarte" – Paula Arenas e Jesús Navarro - "Shakira: Bzrp Music Sessions, Vol. 53" – Bizarrap e Shakira - "Si Tú Me Quieres" – Fonseca e Juan Luis Guerra - "Mientras Me Curo del Cora" – Karol G - "Ojos Marrones" – Lasso - "La Fórmula" – Maluma e Marc Anthony - "Despechá" – Rosalía - "Correcaminos" – Alejandro Sanz com participação de Danny Ocean | - Mañana Será Bonito – Karol G - La Cu4rta Hoja – Pablo Alborán - A Ciegas – Paula Arenas - De Adentro Pa Afuera – Camilo - Décimo Cuarto – Andrés Cepeda - Vida Cotidiana – Juanes - De Todas las Flores – Natalia Lafourcade - Play – Ricky Martin - EADDA9223 – Fito Páez - Escalona Nunca se Había Grabado Así́ – Carlos Vives |
| Canção do Ano | Melhor Artista Revelação |
| - "Shakira: Bzrp Music Sessions, Vol. 53" – Bizarrap e Shakira - "Acróstico" – Shakira - "Amigos" – Jesús Navarro e María Becerra - "De Todas las Flores" – Natalia Lafourcade - "Ella Baila Sola" – Eslabón Armado e Peso Pluma - "NASA" – Camilo e Alejandro Sanz - "Ojos Marrones" – Lasso - "Si Tú Me Quieres" – Fonseca e Juan Luis Guerra - "TQG" – Karol G e Shakira - "Un x100to" – Grupo Frontera e Bad Bunny                                                                                 | - Joaquina - Borja - Conexión Divina - Ana Del Castillo - Natascha Falcão - Gale - Paola Guanche - Leon Leiden - Maréh - Timø |

### Pop
| Melhor Álbum Pop Vocal | Melhor Álbum Pop Vocal Tradicional |
| --- | --- |
| - Tu Historia – Julieta Venegas - La Cuarta Hoja – Pablo Alborán - Beautiful Humans Vol. 1 – AleMor - De Adentro Pa Afuera – Camilo - La Neta – Pedro Capó                                                          | - Décimo Cuarto – Andrés Cepeda - A Ciegas – Paula Arenas - Que Me Duela – Camilú - Corazón y Flecha – Manuel Carrasco - Placeres y Pecados – Vanesa Martín |
| Melhor Canção Pop | |
| - "Shakira: Bzrp Music Sessions, Vol. 53" – Bizarrap e Shakira - "5:24" – Camilo - "Bailo Pa Ti" – Monsieur Periné - "Contigo" – Sebastian Yatra e Pablo Alborán - "Déjame Llorarte" – Paula Arenas e Jesús Navarro | |

### Urbana
| Melhor Fusão/Interpretação Urbana | Melhor Interpretação Reggaeton |
| --- | --- |
| - "TQG" – Karol G e Shakira - "La Jumpa" – Arcangel e Bad Bunny - "Ojalá" – María Becerra - "Quevedo: Bzrp Music Sessions, Vol. 52" – Bizarrap e Quevedo - "Yandel 150" – Yandel e Feid                                                        | - "La Receta" – Tego Calderon - "Automático" –María Becerra - "Feliz Cumpleaños Ferxxo" – Feid - "Gatúbela" – Karol G e Maldy - "Hey Mor" – Ozuna e Feid                                                                                       |
| Melhor Álbum de Música Urbana | Melhor Canção Rap/Hip Hop |
| - Mañana Será Bonito – Karol G - Xtassy – Akapellah - Saturno – Rauw Alejandro - 3MEN2 KBRN – Eladio Carrión - Feliz Cumpleaños Ferxxo Te Pirateamos el Álbum – Feid - Alma – Nicki Nicole                                                     | - "Coco Channel" – Eladio Carrion e Bad Bunny - "Autodidacta" – J Noa - "Dispara ******" – Nicki Nicole com part. de Milo J - "Le Pido a Dios" – Feid com part. de DJ Premier - "Pá Ganá" – Akapellah - "Pregúntale a Tu Papá Por Mi" – Vico C |
| Melhor Canção Urbana | |
| - "Quevedo: Bzrp Music Sessions, Vol. 52" – Bizarrap e Quevedo - "Automático" – María Becerra - "La Jumpa" – Arcangel e Bad Bunny - "Mi Mejor Canción" – Gocho com part. de Farruko - "TQG" – Karol G e Shakira - "Yandel 150" – Yandel e Feid | |

### Rock
| Melhor Álbum de Rock | Melhor Canção de Rock |
| --- | --- |
| - Sólo D’Lira – Molotov - Íntimo Extremo: 30 Años – A.N.I.M.A.L. - Cowboys de la A3 – Arde Bogotá - De La Tierra III – De La Tierra - Dopelganga – Eruca Sativa                                                  | - "Leche de Tigre" – Diamante Eléctrico & Adrian Quesada - "Depredadores" – De La Tierra - "El Piso es Lava" – Todo Aparenta Normal & An Espil & Evlay - "Gris" – Juanes - "Los Perros" – Arde Bogotá      |
| Melhor Álbum Pop/Rock | Melhor Canção Pop/Rock |
| - Vida Cotidiana – Juanes - El Diablo en el Cuerpo – Alex Anwandter - Trinchera Avanzada – Babasónicos - El Hombrecito del Mar – León Gieco - Tripolar – Usted Señálemelo - Despídeme de Todxs – Juan Pablo Vega | - "Ojos Marrones" – Lasso - "Alaska" – Bunbury - "Amantes" – León Larregui - "Caminar Sola" – Julieta Venegas - "¿Dónde Se Llora Cuando Se Llora?" – Francisca Valenzuela - "Señorita Revolución" – Bruses |

### Alternativa
| Melhor Álbum de Música Alternativa                                                                                          | Melhor Canção Alternativa |
| --- | --- |
| - Bolero Apocalíptico – Monsieur Periné - Martínez – Cabra - Nacarile – iLe - Mesa Dulce – Dante Spinetta - Reputa – Zahara | - "El Lado Oscuro del Corazón" – Dante Spinetta - "Aleros/Pompeii" – La Vida Bohème - "Anastasia" – Cami - "Cicatriz Radiante" – El David Aguilar - "Traguito" – iLe e Mon Laferte |

### Tropical
| Melhor Álbum de Salsa | Melhor Álbum de Cumbia/Vallenato |
| --- | --- |
| - Niche Sinfónico – Grupo Niche e Orquestra Sinfônica Nacional da Colômbia - Catarsis – Daniela Darcourt - Voy a Ti – Luis Figueroa - Cambios – Willy García - Tierra y Libertad – Plena79 Salsa Orchestra & Alain Pérez & Jeremy Bosch - Debut y Segunda Tanda (Deluxe) – Gilberto Santa Rosa | - Escalona Nunca Se Había Grabado Así – Carlos Vives - Leandro Díaz Special Edition – Silvestre Dangond - El Favor de Dios – Ana del Castillo - Cumbia del Corazón – Los Ángeles Azules - Hombre Absurdo – Gregorio Uribe |
| Melhor Álbum Merengue/Bachata | Melhor Álbum Tropical Tradicional |
| - Fórmula, Vol. 3 – Romeo Santos (empate) - A Mi Manera – Sergio Vargas (empate) - Cuatro26 – Manny Cruz - Road Trip – Manny Manuel - Trópico, Vol. 2 – Pavel Núñez | - Vida – Omara Portuondo - Tierra, Songs By Cuban Women – Estrella Acosta - Y Sigo Pa'lante – El Septeto Santiaguero - Tour Sinfónico En Vivo Auditorio Nacional – Sonora Santanera - Danzoneando (En Vivo Desde Matanzas) – Orquesta Failde - En Tiempo de Son... Homenaje a las Canciones de: Jorge Luis Piloto – Septeto Acarey & Reynier Pérez |
| Melhor Álbum Tropical Contemporâneo | Melhor Canção Tropical |
| - 5:10 AM – Luis Fernando Borjas - Contigo – Mike Bahía - Intruso – Silvestre Dangond - 24/7 – Gusi - Otro Color – Ilegales | - "Si Tú Me Quieres" – Fonseca e Juan Luis Guerra - "Ambulancia" – Camilo e Camila Cabello - "Día de Luz (80 Aniversario)" – Pablo Milanés com part. de Juanes - "El Merengue" – Marshmello e Manuel Turizo - "La Fórmula" – Maluma e Marc Anthony - "Que Me Quedes Tú" – Techy Fatule                                                             |

### Cantor-Compositor
| Melhor Álbum Cantor Compositor | Melhor Canção de Cantor/Compositor |
| --- | --- |
| - De Todas las Flores – Natalia Lafourcade - Nueve – Santiago Cruz - Los Mejores Años – Joaquina - Tierra de Promesas – Maréh - El Equilibrista – Juan Carlos Pérez Soto | - "De Todas las Flores" – Natalia Lafourcade - "La Raíz" – Valeria Castro - "1.200 Kilómetros" – Santiago Cruz - "Si Me Matan" – Silvana Estrada - "Tu Historia, la Mía y la Verdad" – Juan Carlos Pérez Soto |

### Regional Mexicano
| Melhor Álbum de Música Ranchera/Mariachi | Melhor Álbum de Música Banda |
| --- | --- |
| - Forajido EP2 – Christian Nodal - Se Canta con el Corazón (Deluxe) – Majo Aguilar - Bordado a Mano – Ana Bárbara - Sólo Muere Si Se Olvida – Adriel Favela - Herederos – Mariachi Herencia de México                                      | - De Hoy en Adelante, Que Te Vaya Bien – Julión Álvarez e Su Norteño Banda - Hecho en México...Mágico – Banda El Recodo de Cruz Lizárraga - Punto y Aparte – Banda MS de Sergio Lizárraga - Una Copa Por Cada Reina – Nathan Galante - 1500 Pedas – La Adictiva - Prefiero Estar Contigo (Deluxe) – La Arrolladora Banda El Limón de René Camacho |
| Melhor Álbum de Música Tejana | Melhor Álbum de Música Nortenha |
| - Para Empezar a Amar – Juan Treviño - Sin Fin – Gary Hobbs - El Patrón – Jay Perez - Super Heroes de Blanco – Proyecto Insomnio - Ganas – Vilax                                                                                           | - Colmillo de Leche – Carin León - Aclarando la Mente – Joss Favela - Family & Friends – La Abuela Irma Silva - Fuera de Serie – La Energía Norteña - Hay Niveles (Deluxe) – Los Rieleros del Norte |
| Melhor Canção Regional | |
| - "Un x100to" – Grupo Frontera com part. de Bad Bunny - "Aclarando la Mente" – Joss Favela - "Alaska" – Camilo e Grupo Firme - "Ella Baila Sola" – Eslabon Armado e Peso Pluma - "La Siguiente" – Kany García com part. de Christian Nodal | |

### Instrumental
| Melhor Álbum Instrumental |
| --- |
| - Made In Miami – Camilo Valencia & Richard Bravo - Tres – Renesito Avich - Choro Negro – Cristovão Bastos e Mauro Senise - Brooklyn-Cumana – Jorge Glem & Sam Reider - The Chick Corea Symphony Tribute. Ritmo– ADDA Simfònica, Josep Vicent & Emilio Solla - Romance al Campesino Porteño – Miguel Zenón, José A. Zayas Cabán, Ryan Smith & Casey Rafn |

### Tradicional
| Melhor Álbum de Música Folclórica | Melhor Álbum de Tango | Melhor Álbum de Música Flamenca |
| --- | --- | --- |
| - Camino al Sol – Vicente García - Epifanías – Susana Baca - Aguajes de Mar y Manglar – Cantares del Pacifico - Mamá Cumbé – Tato Marenco - El Trébol Agorero, Homenaje a Luis Antonio Calvo – Quinteto Leopoldo Federico - Ayvu – Tierra Adentro | - Operation Tango – Quinteto Astor Piazzolla - Retrato del Aire – Pablo Jaurena - Reencuentro – Susana Rinaldi e Osvaldo Piro - Ahora – Romo-Agri-Messiez Tango Trio - Argentinxs – Tanghetto | - Camino – Niña Pastori - Pura Sangre – Israel Fernández - Por la Tangente – Diego Guerrero - Quejíos de un Maleante – Omar Montes - Prohibido el Toque – Juanfe Pérez |

### Jazz
| Melhor Álbum de Jazz Latino/Jazz |
| --- |
| - I Missed You Too! – Chucho Valdés e Paquito D'Rivera com Reunion Sextet - Unánime – Roxana Amed - Flying Chicken – Hamilton de Holanda com part. de Thiago Rabello e Salomão Soares - Bembé – Iván "Melon" Lewis e The Cuban Swing Express - Semblanzas – William Maestre Big Band |

### Cristã
| Melhor Álbum de Música Cristã (Língua Espanhola) | Melhor Álbum de Música Cristã (Língua Portuguesa)                                                                                                |
| --- | --- |
| - Lo Que Vemos – Marcos Vidal - Fuego & Poder (Live) – Barak - Vida – Alex Campos - El Vallenato Se Hizo en el Cielo – Gilberto Daza e Sergio Luis Rodríguez - Hazme Caminar – Jesús Israel - El Cielo Aún Espera – Jesús Adrián Romero | - Nós – Eli Soares - 30 Anos Vol 1 – Aline Barros - Novo Tempo – Casa Worship - Único – Fernandinho - Preto no Branco Vertical – Preto no Branco |

### Língua Portuguesa
| Melhor Álbum de Pop Contemporâneo em Língua Portuguesa | Melhor Álbum de Rock ou Música Alternativa em Língua Portuguesa |
| --- | --- |
| - Em Nome da Estrela — Xênia França - Bryan Behr Ao Vivo Em São Paulo — Bryan Behr - Hodari — Hodari - Quintal — Melim - As Palavras, Vol. 1 & 2 — Rubel                                         | - Jardineiros — Planet Hemp - Não Me Espere Na Estação — Lô Borges - Meu Esquema — Rachel Reis - Habilidades Extraordinárias — Tulipa Ruiz - Olho Furta-Cor — Titãs                                                                 |
| Melhor Interpretação Urbana em Língua Portuguesa | Melhor Álbum de Samba/Pagode |
| - "Distopia" — Planet Hemp e Criolo - "Da Favela Pro Asfalto" — Àttooxxá e Carlinhos Brown - "Aviso de Amigo" — Giulia Be - "Fé" — Iza - "Good Vibe" — Filipe Ret, Dallass, Caio Luccas          | - Negra Ópera — Martinho da Vila - Resenha Do Mumu — Mumuzinho - Desse Jeito — Maria Rita - Sambasá — Roberta Sá - Meu Nome É Thiago André (Ao Vivo) — Thiaguinho                                                                   |
| Melhor Álbum de Música Popular Brasileira (MPB) | Melhor Álbum de Música Sertaneja |
| - Serotonina — João Donato - Mil Coisas Invisíveis — Tim Bernardes - Vem Doce — Vanessa da Mata - D — Djavan - Daramô — Tiago Iorc                                                               | - Decretos Reais — Marília Mendonça - Ao Vivo no Radio City Music Hall Nova Iorque — Chitãozinho & Xororó - Daniel 40 Anos: Celebra João Paulo & Daniel — Daniel - É Simples Assim (Ao Vivo) — Jorge & Mateus - Raiz — Lauana Prado |
| Melhor Álbum de Música de Raízes em Língua Portuguesa | Melhor Canção em Língua Portuguesa |
| - TecnoShow — Gaby Amarantos - Portuguesa — Carminho - Raiz — João Gomes - Elba Ramalho No Maior São João Do Mundo — Elba Ramalho - Do Amanha Nada Sei — Almir Sater - Erva Doce — Gabriel Sater | - "Tudo Que A Fé Pode Tocar" — Tiago Iorc - "Algoritmo Íntimo" — Criolo e Ney Matogrosso - "Do Acaso" — Alice Caymmi e Chico César - "Num Mundo De Paz" — Djavan - "Que Tal um Samba?" — Chico Buarque e Hamilton de Holanda        |

### Infantil
| Melhor Álbum Infantil Latino |
| --- |
| - Vamos al Zoo – Danilo & Chapis - Aventuras – Flor Bromley - Cantando Juntos – Gaby Moreno e Zona Neon - Colcha de Retazos – María Mulata - ¿Y Si Pido Que Me Cuentes? – Veleta Roja |

### Clássica
| Melhor Álbum de Música Clássica | Melhor Obra/Composição Clássica Contemporânea |
| --- | --- |
| - Huáscar Barradas Four Elements Immersive Symphony for Orchestra and Chorus – Orquestra Sinfônica Simón Bolívar - Afro-Cuban Dances – Kristhyan Benitez - Albéniz & Granados Piano Works – Luis López - Cantata Negra – Marvin Camacho & UCR Coral - Estirpe – Pacho Flores | - "Concerto Venezolano" – Pacho Flores com part. de Paquito D'Rivera - "Aroma a Distancia (Live from Paliesius, Lithuania)" – Brooklyn Rider - "Double Concerto for Clarinet and Bandoneon, III. Aboriginal" – JP Jofre e Seunghee Lee - "Lucha Libre!" – Juan Pablo Contreras - "Suite de los Buenos Aires para Piano y Flauta" – Natalia González Figueroa e Tanja Esther Von Arx |

### Arranjo
| Melhor Arranjo |
| --- |
| - "Songo Bop" – Camilo Valencia e Richard Bravo com part. de Milton Salcedo - "Waltz of the Flowers" – Joe McCarthy's New York Afro Bop Alliance Big Band - "Com Que Voz" – Maria Mendes com part. de Metropole Orkest e John Beasley - "Crónicas Latinoamericanas" – Vários artistas - "Spain" – Vários artistas |

### Projeto Gráfico
| Melhor Projeto Gráfico de um Álbum |
| --- |
| - Atipanakuy (Deluxe) – Kayfex - Hotel Miranda! – Miranda! - Nocturna – Javiera Mena - Placeres y Pecados – Vanesa Martín - Trinchera Avanzada – Babasónicos |

### Compositor
| Compositor do Ano |
| --- |
| - Edgar Barrera - Kevyn Mauricio Cruz - Felipe González Abad - Manuel Lorente Freire - Horacio Palencia - Elena Rose |

### Produção
| Produtor do Ano                                                                                 | Melhor Álbum de Engenharia de Gravação |
| ----------------------------------------------------------------------------------------------- | --- |
| - Edgar Barrera - Bizarrap - Eduardo Cabra - Nico Cotton - Julio Reyes Copello - Marcos Sánchez | - Canto a la Imaginación – Marina Tuset - Daramô – Tiago Iorc - Depois do Fim – Lagum - Octet and Originals – Antonio Adolfo - Quietude – Eliane Elias - Solar – Vanessa Moreno |

### Vídeo Musical
| Melhor Vídeo Musical Versão Curta | Melhor Video Musical Versão Longa |
| --- | --- |
| - "Estás Buenísimo" – Nathy Peluso - "Podcast/Pedra Memória" – Kayode - "Fixação" – Luthuly com part. de Nave - "No Quiero Ser un Cantante" – Sen Senra - "Descartable" – Wos | - Camilo: El Primer Tour de Mi Vida – Camilo - Donde Machi: Album Completo – Dawer X Damper - Fanm Zetwal, Una Historia de Vida u Milagros – Fanm Zetwal - Universo K23 – Kenia Os - Patria y Vida: The Power of Music – Vários artistas |